# Cot Leupe
Cot Leupe är en kulle i Indonesien.   Den ligger i provinsen Aceh, i den västra delen av landet, 1 700 km nordväst om huvudstaden Jakarta. Toppen på Cot Leupe är 66 meter över havet.
Terrängen runt Cot Leupe är platt norrut, men söderut är den kuperad. Havet är nära Cot Leupe åt nordost.  Trakten runt Cot Leupe är nära nog obefolkad, med mindre än två invånare per kvadratkilometer. Närmaste större samhälle är Sigli, 19,7 km nordväst om Cot Leupe. I omgivningarna runt Cot Leupe växer i huvudsak städsegrön lövskog.